# Diodo de vacío
El diodo de vacío fue el primer tipo ideado de válvula termoiónica. Fue inventado en 1904 por el ingeniero eléctrico británico John Ambrose Fleming. Se trata de un tubo de vidrio al vacío, conteniendo dos electrodos (conductores en contacto con el vacío, medio a través del que se cierra un circuito). Uno es el cátodo (un filamento que se mantiene incandescente, hecho de un material capaz de emitir electrones térmicamente), y el otro es el ánodo (que se mantiene a temperatura ambiente, con un potencial positivo respecto al cátodo). Los electrodos se conectan a una fuente de diferencia de potencial eléctrico, de forma que los electrones emitidos termoiónicamente por el cátodo se aceleran hacia el ánodo bajo la acción del campo eléctrico formando en la región vacía una corriente electrónica.
Se trata de una forma primitiva de componente electrónico semiconductor, puesto que la corriente generada a través del vacío es de un solo sentido: pueden pasar electrones desde el cátodo (el filamento caliente) hacia el ánodo, pero nunca al revés.

## Historia
El diodo de vacío fue el primer avance hacia las válvulas eléctricas, cuando John Ambrose Fleming descubrió en 1904 que al colocar dentro de una bombilla incandescente un electrodo algo alejado del filamento se establecía una corriente entre el filamento y ese electrodo.

## Características

Diagrama del funcionamiento del diodo de vacío.

El filamento de la lámpara incandescente en un principio también hacía la función de cátodo. A esas válvulas se las denomina de caldeo directo. Fleming lo que hizo fue añadir un electrodo, un ánodo. Al hacer circular una corriente en el filamento o cátodo, este cátodo libera electrones que son atrapados por el ánodo.
El funcionamiento de este dispositivo está basado en la emisión termoiónica, que Thomas Edison observó hacia 1883 al colocar una lámina (ánodo) dentro de una bombilla. Cuando se polarizaba positivamente la lámina metálica respecto al filamento, se producía una pequeña corriente entre el filamento y la lámina. Este hecho se produce porque los electrones de los átomos del filamento, al recibir una gran cantidad de energía en forma de calor, escapan de la atracción del núcleo (emisión termoiónica), atravesando el espacio vacío dentro de la bombilla al ser atraídos por la polaridad positiva de la lámina.

## El triodo y posteriores evoluciones
Dos años después de la invención del diodo de vacío, el físico estadounidense Lee De Forest le agregó una rejilla para regular la tensión entre ánodo y cátodo, inventando el triodo, el primer dispositivo amplificador de la historia. Más tarde se le añadió un electrodo más, llamando a esa nueva válvula tetrodo, para finalizar en el pentodo de cinco electrodos. Los últimos dos son los que se pueden encontrar más frecuentemente en circuitos que mejoran la aplicación del diodo de vacío, ya que, estos son capaz de disminuir los efectos generados por la corriente parasitaria.

## Galería

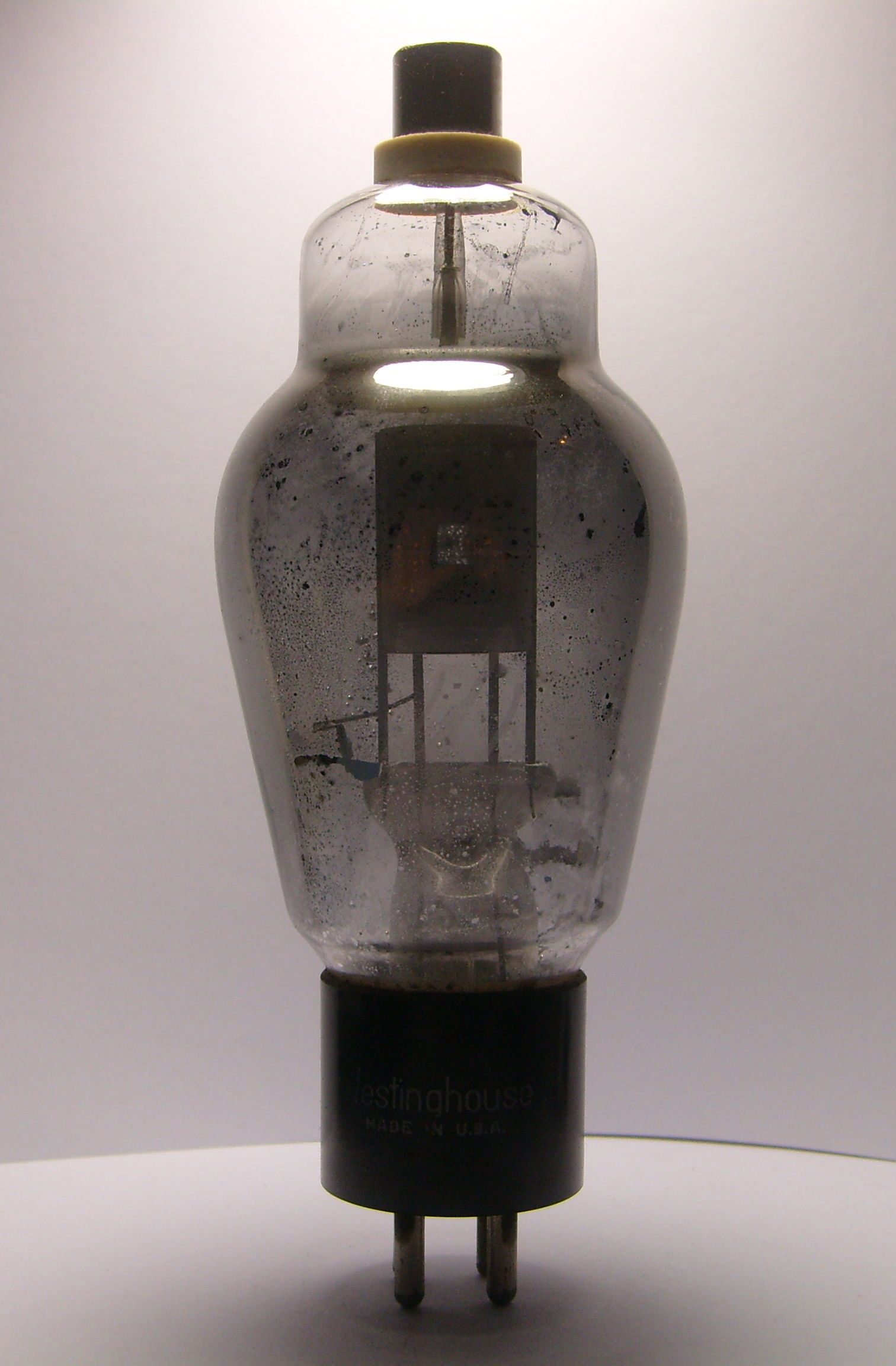
Diodo rectificador de vapor de mercurio.
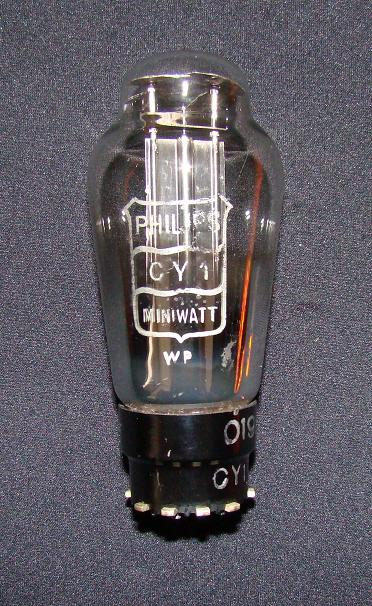
Diodo rectificador de vacío.
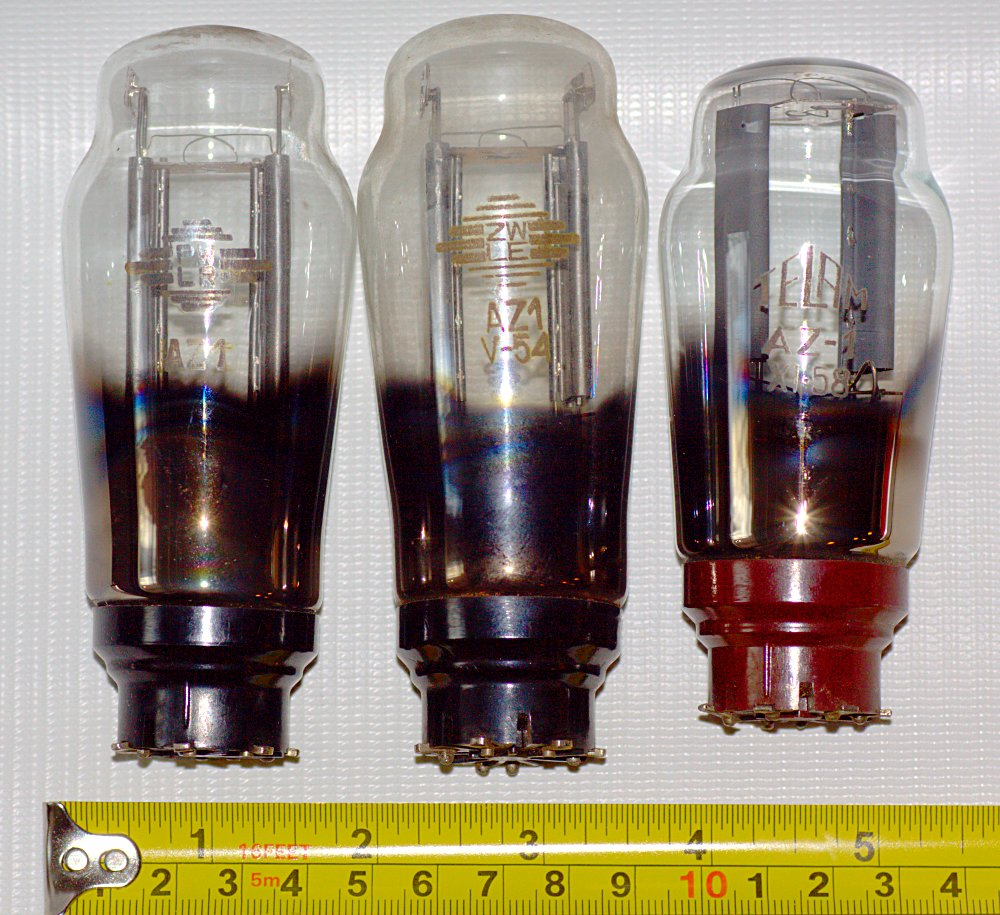
Doble diodos.
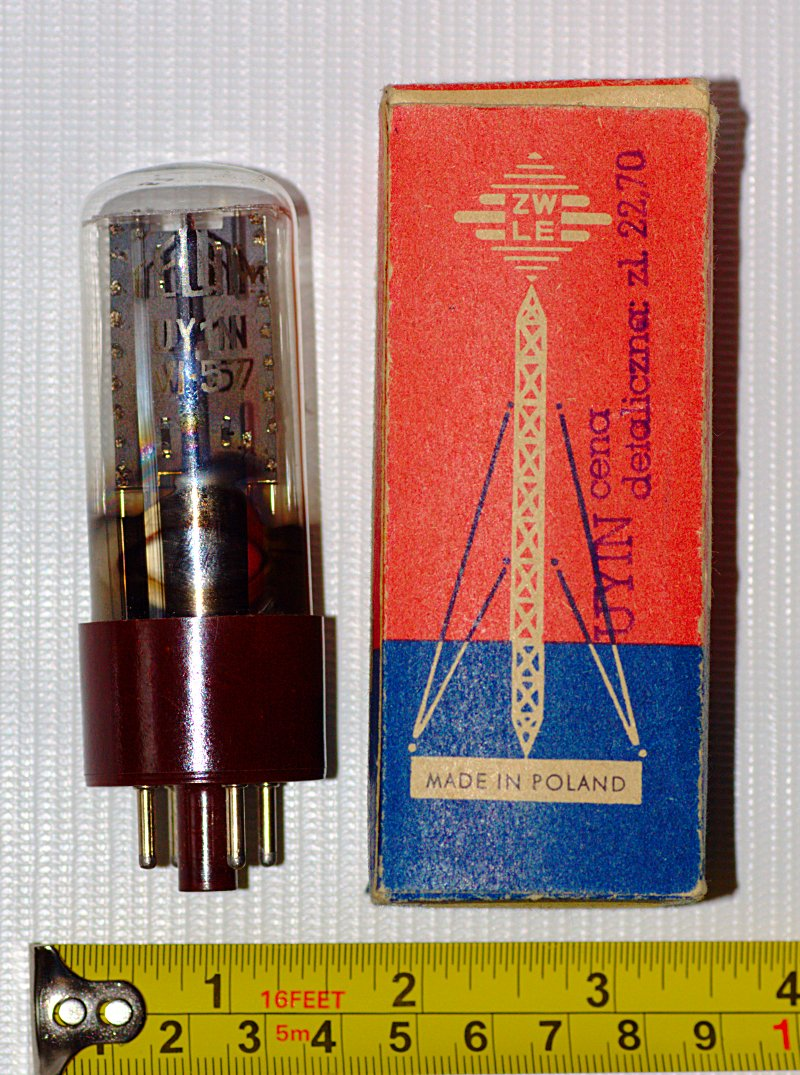
Tubo rectificador de vacío.